# Dictyna calcarata
Dictyna calcarata là một loài nhện trong họ Dictynidae.
Loài này thuộc chi Dictyna. Dictyna calcarata được Richard C. Banks miêu tả năm 1904.